# Gemeinnützige Wohnungs-Genossenschaft 1897 Köln rrh

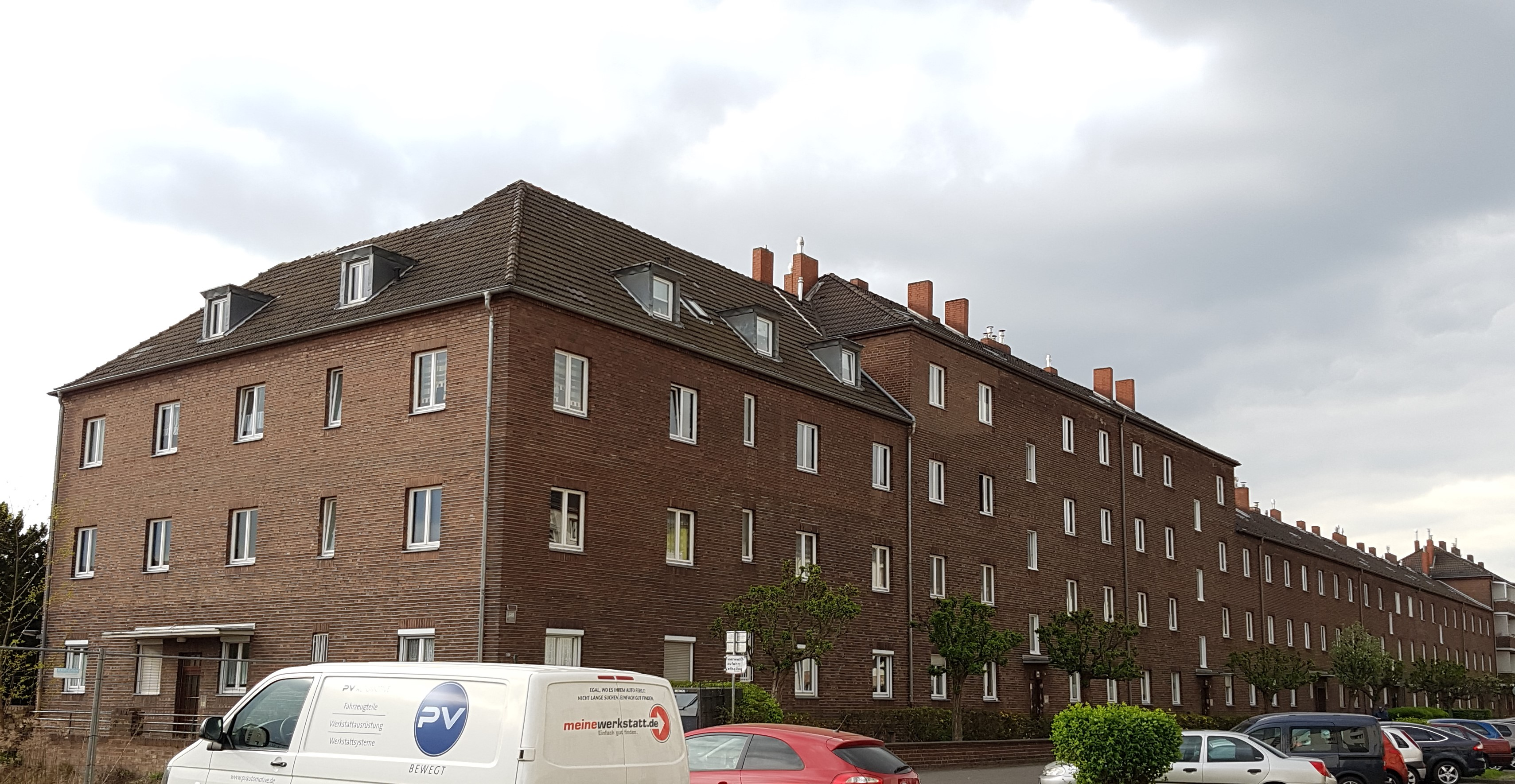
Köln-Buchforst, Kalk-Mülheimer Straße 339–359

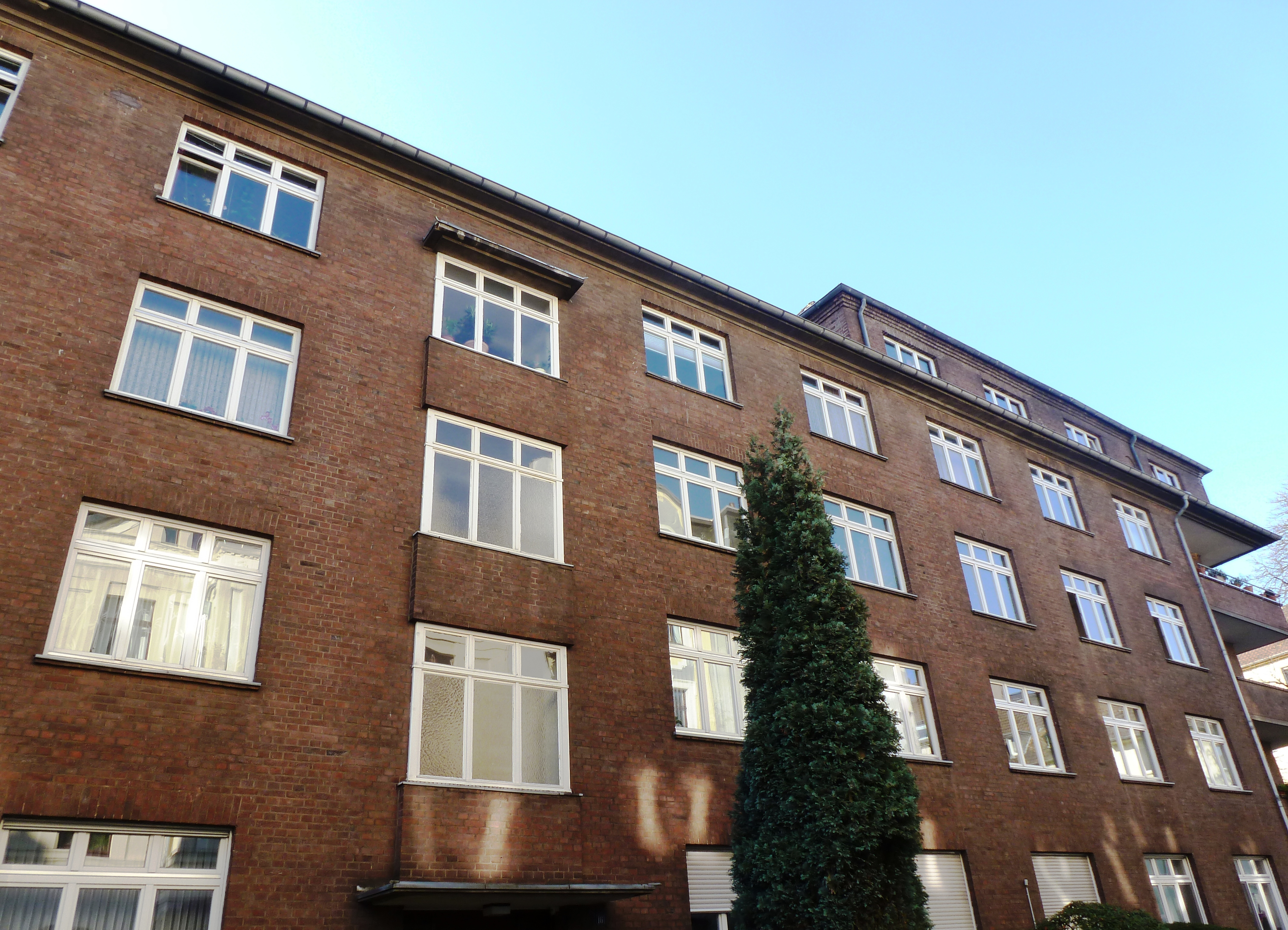
Köln-Mülheim, Augustastr. 16, ehemals Beamten-Wohnungs-Verein zu Köln-Mülheim

Die Gemeinnützige Wohnungs-Genossenschaft 1897 Köln rrh. eG (kurz: GWG 1897) entstand 1942 durch Fusion mehrerer Vorgänger und ist überwiegend in den rechtsrheinischen Kölner Stadtbezirken Mülheim und Kalk sowie in Rösrath tätig. Sie gehört der Marketinginitiative „Die Wohnungsbaugenossenschaften Köln und Umgebung“ an.

## Geschichte
Am 1. Mai 1889 trat das Gesetz betreffend die Erwerbs- und Wirtschaftsgenossenschaften, kurz Genossenschaftsgesetz in Kraft. Es brachte mehr Rechtssicherheit für Genossenschaften. Durch die Begrenzung der Haftpflicht wurden die Befürchtungen von vermögenderen Mitgliedern ausgeräumt, im Konkursfall für die gesamten Schulden aufkommen zu müssen.
Die GWG 1897 wurde unter ihrem früheren Namen „Mülheimer Spar- und Baugenossenschaft“ am 27. September 1897 in das Genossenschaftsregister eingetragen. Träger waren insbesondere die großen Mülheimer Unternehmen wie das Carlswerk Felten & Guilleaume, die Gasmotorenfabrik Deutz, das Stahlwerk Van der Zypen und die Waggonfabrik Van der Zypen & Charlier. Sie zeichneten jeweils 50 Anteile à 200 Mark und erlangten damit die Berechtigung, Wohnungen mit eigenen Werksangehörigen zu belegen, die jedoch dafür Mitglieder der Genossenschaft werden und mit dieser Mietverträge abschließen mussten.
Mülheim war zu diesem Zeitpunkt noch eine eigenständige Kreisstadt, die durch die stetige Industrialisierung eine sehr hohe Zuwanderungsrate verzeichnen konnte. Das südlich der Stadt gelegene Kalkerfeld (heute Köln-Buchforst) war eine der wenigen noch verfügbaren zentralen Flächen, die für eine Stadterweiterung zur Verfügung standen. Die Stadt Mülheim und die Genossenschaft entwickelten für das Gelände einen Bebauungsplan, der bis zum Ersten Weltkrieg teilweise umgesetzt wurde. Zum 1. April 1914 wurde Mülheim mit der östlich anschließenden Bürgermeisterei Merheim nach Köln eingemeindet.
Die ersten Wohnungen der Genossenschaft wurden nach Plänen der Architekten Schreiterer & Below an der Deutz-Kalker Str. im heutigen Kölner Stadtteil Buchforst errichtet. Sie wurden nach Zerstörung im Zweiten Weltkrieg durch Neubauten ersetzt. Weitere Mehrfamilienhäuser entstanden kurz vor 1900 an der Wichheimer Straße im heutigen Kölner Stadtteil Buchheim; sie stehen heute unter Denkmalschutz und wurden bereits in den 1980er Jahren modernisiert.
Im Ersten Weltkrieg musste das primäre Ziel, die Schaffung von Wohnraum, vorübergehend eingestellt werden.  Bis zum Jahre 1929 wurden daraufhin erneut 404 Wohnungen erstellt. Ein erheblicher Anteil davon entfällt auf die 1919 gegründete und 1942 übernommene Dellbrücker Genossenschaft, die nach einem von der Stadt Köln aufgestellten Plan zwischen Bergisch Gladbacher Straße, Grafenmühlenweg, Auf der Jüchen und Mauspfad schrittweise ein urbanes Wohnviertel erstellte und zudem weitere kleinere Projekte im Dellbrücker Gebiet realisierte.
Wegen der Weltwirtschaftskrise, die im Jahre 1929 begann, musste die Neubautätigkeit erneut eingestellt werden. Während diesen schweren Zeiten beschränkte sich die Tätigkeit der Genossenschaft auf die Verwaltung des bereits errichteten Bestandes. 1937 verfügte der Bau- und Sparverein über 453 Wohnungen, und die Mitgliederzahl war auf 612 angestiegen.
Es ist ein Treppenwitz der Geschichte, dass die Wohnungsgemeinnützigkeit, die bis zur Abschaffung 1990 einer der Eckpfeiler des Sozialen Wohnungsbaus war, im Jahre 1934 eingeführt wurde, gleichzeitig aber die Nationalsozialisten den Bau von Eigenheimen und Randsiedlungen förderten. Die Mülheimer Bau- und Spargenossenschaft realisierte in dieser Zeit an der Westseite der Kalk-Mülheimer Straße eine umfangreiche Wohnanlage, die heute unter Denkmalschutz steht.
Im Jahre 1942, drei Jahre nach Ausbruch des Zweiten Weltkrieges, mussten viele Genossenschaften zwangsfusionieren. Die "Mülheimer Spar- und Baugenossenschaft" wurde mit vier weiteren Genossenschaften aus dem rechtsrheinischen Bereich vereinigt: dem Beamten-Wohnungs-Verein zu Mülheim am Rhein (1900), der Bergischen Eigenhaus-Genossenschaft Köln-Brück (1914), der Gemeinnützigen Baugenossenschaft Köln-Dellbrück (1919) und der Köln-Vingster Wohnungsgenossenschaft „Daheim“ (1921). Der Name dieser neuen Genossenschaft war "Gemeinnützige Wohnungs-Genossenschaft 1897 Köln rrh. eGmbH". Sie hatte einen Bestand von 847 Wohnungen und insgesamt 1100 Mitgliedern.
Am 31. Mai 1942 fielen die ersten Bomben auf Häuser der Genossenschaft. Der Großangriff auf Mülheim am 3. Juli 1943 zerstörte mehr als die Hälfte der Wohnungen total. Fast ein Drittel der Wohnungen waren so beschädigt, dass sie nicht mehr bewohnbar waren. Nach Ende des Zweiten Weltkrieges wurden die noch bewohnbaren Wohnungen durch die Alliierten beschlagnahmt, insbesondere in dem wenig betroffenen Dellbrück, wo in den Genossenschaftswohnungen die Offiziere der Kaserne Moorslede der Belgischen Besatzung untergebracht wurden, bevor sie ab 1950 Neubauten beziehen konnten.
Wo es möglich war, griffen die Mitglieder zur Selbsthilfe, organisierten Material und setzten Wohnungen instand. Erst mit der Währungsreform von 1948 konnte der systematische Wiederaufbau bzw. Neubau beginnen. Bis 1954 wurde der gesamte Bestand der Genossenschaft durch Instandsetzung oder Ersatzneubau wieder hergestellt. In den 1950er und 1960er Jahren wurden umfangreiche staatliche Finanzierungsprogramme für den Sozialen Wohnungsbau aufgelegt.
Zwischen den Jahren 1954 und 1974 konzentrierte die GWG 1897 sich auf den Bau von Eigenheimen, die dann an feststehende Kaufbewerber verkauft wurden. Diese Art des Eigenheimbaus erstreckte sich auf die Stadtteile Dellbrück, Poll und Dünnwald sowie Bergisch Gladbach und Kürten. Als private Bauherren um Hilfe bei der Erstellung privater Eigenheime baten, wurde die Genossenschaft zusätzlich als Baubetreuer tätig.
Auch im Werkswohnungsbau war man in dieser Zeit tätig und erstellte für die Firma Walther & Cie AG die Siedlungen Erikahof und Diepeschrather Straße in Köln-Dellbrück nördlich der Eisenbahn.
Durch die Änderung des Genossenschaftsgesetzes wurde 1975 der Zusatz „eGmbH“ durch den Zusatz „eG“ ersetzt, so dass der heutige Name „Gemeinnützige Wohnungs-Genossenschaft 1897 Köln rrh. eG“ entstand.
In den Jahren 1981 und 1986 fusionierte die Genossenschaft mit zwei weiteren Genossenschaften, der Siedlungsgenossenschaft „Aufbau“ Brück und der Baugenossenschaft Rösrath, diesmal allerdings nicht unter Zwang, so dass sich der Bestand weiter auf den Stadtteil Brück und die Stadt Rösrath vergrößerte.
In den letzten Jahren wurden verstärkt überalterte und nicht mehr sanierungsfähige Baubestände abgebrochen und durch Neubauten mit modernem technischen und räumlichen Standard ersetzt.

## Aktuelle Tätigkeitsschwerpunkte
Um die langfristige Vermietbarkeit des Bestandes nachhaltig zu sichern, wird neben einzelnen Neubautätigkeiten unsere Anstrengungen im Bereich der Instandhaltung und Modernisierung fortgesetzt. Diese Maßnahmen sichern und verbessern die Wettbewerbsfähigkeit und helfen, den sich stetig ändernden Anforderungen des Wohnungsmarktes gerecht zu werden.
Die gute, sichere und sozial verantwortbare Wohnraumversorgung der Mitglieder ist das oberste Satzungsziel.
Der Geschäftsbetrieb der Genossenschaft erstreckt sich auf das rechtsrheinische Gebiet der Stadt Köln, namentlich die Stadtteile Brück, Buchforst, Buchheim, Dellbrück, Höhenhaus, Mülheim, Ostheim, Poll und Vingst sowie auf die Stadt Rösrath.
In Köln-Dellbrück sowie in Rösrath-Forsbach befinden sich drei eigene Seniorenwohnanlagen. Es handelt sich hierbei nicht um Pflegeeinrichtungen, sondern um Wohnraum (Ein- und Zwei-Zimmerwohnungen), der seniorengerecht ausgestattet ist und über eine Notrufeinrichtung verfügt. Eine Vermietung kann an Personen mit einem Mindestalter von 60 Jahren erfolgen, die im Besitz einer gültigen Wohnberechtigungsbescheinigung sind.

## Wohnungs- und Gebäudebestand
Derzeit umfasst unser Wohnungsbestand 2.880 Wohnungen, von denen der Großteil freifinanziert ist. 29 Gewerbeeinheiten und 738 Garagen bzw. Stellplätze runden den Bestand ab.

## Soziales und kulturelles Engagement
Die Genossenschaft unterhält in Köln-Buchforst einen Bürgertreff mit Galerie und in Köln-Dellbrück einen Jugendtreff. Sie unterstützt außerdem regelmäßig Feste und Aktionen in ihren Wohnanlagen sowie Sportvereine.